# Владимир Запрянов
Владимир Запрянов е български художник живописец.

## Биография
Владимир Запрянов е роден през 1963 г. в Димитровград. Живее и работи като художник на свободна практика в София от 2012 г. Завършва Художествената гимназия в гр. Казанлък, а след това и специалност живопис във Великотърновския университет „Св. св. Кирил и Методий“, в класа на проф. Николай Русчуклиев. Реализирал е над 20 самостоятелни изложби и е участвал в над 40 общи национални и международни изложби.

## Дата и място на раждане
Роден на 18 ноември 1963 г. в Димитровград, България.

## Детство
Детските и юношеските години прекарва в с. Крепост. Едно място, в което са родени или живели няколко известни български художници. От малък посещава курсовете по изобразително изкуство на легендарния преподавател Асен Крайшников в Димитровград. В Крепост се намират над 40 стенописа, рисувани и дарени от братята художници Панчо и Христо Паневи. През 2014 г. Владимир Запрянов се включва в тяхното дело със свой стенопис на фасадата на църквата „Св.св. Константин и Елена“.

## Образование
През 1982 г. завършва Художествената гимназия „Дечко Узунов“ – Казанлък, а през 1989 г. завършва Великотърновски университет „Св. св. Кирил и Методий“, специалност – живопис, в класа на проф. Николай Русчуклиев.

## Артистична дейност
Сред по-важните му международни участия са Haus den iungen talanten (Берлин, Германия), Art Work Shop, Исторически музей (Анталия, Турция), Галерия „Тракия бирлик“ (Одрин, Турция), Български културен център (Варшава, Полша), Историчеки музей – Енгера (Валенсия, Испания), Галерия „Im grampen“ – Бюлах (Цюрих, Швейцария), Изложба „Мостове на духа, Манастир „Св. Наум“ (Охрид, Македония), Български културен център (Прага, Чехия), Изложба „100 г. Дружество на южнобългарските художници“ (Пловдив), Галерия „Българи“ (София), Международен фестивал на пластичните изкуства (Велико Търново), Галерия „Ларго“ (Варна), Биенале за съвременно изкуство „Бургас и морето“ (Бургас), Галерия „Дега“ (София), Галерия „Европа“ (София), Изложба 40 г. секция монументални изкуства, Съюза на българските художници, Галерия „Шипка“ 6 (София) и много други.
Участва в международни пленери по живопис в Русалка, Стамболово, Банско, Малко Търново, Тутракан, Хасковски минерални бани, Велико Търново, Свиленград, Анталия (Турция), Александруполис (Гърция), Охрид (Македония).
Негови картини се намират в Градските художествени галерии в Хасково, Димитровград, Сливен, Велико Търново, Тутракан, Малко Търново, Свиленград, Казанлък, в колекцията на Обединена българска банка в гр. София, както и в частни колекции в България, Турция, Гърция, Чехия, Германия, Испания, Италия, Англия и др.

## Кураторска и организационна дейност
- 1995 – основател на артгрупа „Кредо“;
- 1995 – 2006 – уредник на галерия „Кредо“ в Клуба на дейците на културата –Хасково;
- 2003 – 2006 – председател на Дружеството на хасковските художници;
- от 1995 до 2011 г. е организирал и открил над 250 самостоятелни и колективни изложби на художници от Хасково, региона, страната и чужбина;
- 2007 – 2011 – Директор на Градска художествена галерия Хасково;
- от 2012 г. живее и работи в София като художник на свободна практика.

## Членства в сдружения и клубове
- 1994 – член на сдружение „Компакт арт“ и уредник на галерия „Компакт арт“ – Димитровград;
- 1995 – 2005 – член на Управителния съвет на Клуба на дейците на културата в Хасково и в Димитровград;
- 1995 – 2006 – член на Ротари клуб Хасково;
- Член на Съюза на българските художници;

## Самостоятелни изложби
- 1992 – Бизнес център, Хасково;
- 1994 – Офис на представителството на Ватикана в Прага, Чехия;
- 1996 – Галерия „Кредо“, Хасково;
- 1998 – Културен център на Одринския университет, Одрин, Турция;
- 1998 – Галерия „Зерин Тюрен, Истанбул, Турция;
- 1999 – Галерия „Кредо, Хасково;
- 2001 – Галерия „Спектър“, Велико Търново;
- 2003 – Галерия „Неси“, Бургас;
- 2004 – Галерия „Кредо“, Хасково;
- 2005 – Галерия „Арт 21“, Берлин, Германия;
- 2007 – Галерия „ЮКА“, Варна;
- 2009 – Галерия „10“, Варна;
- 2010 – Галерия „Аспект“, Пловдив;
- 2012 – Галерия „Аспект“, Пловдив;
- 2013 – Клуб на дейците на културата, Димитровград;
- 2013 – Галерия „Форум“, Хасково;
- 2015 – Галерия „Модулор“, Хасково;
- 2015 – Галерия „Европа“, София;
- 2016 – Градска художествена галерия „П. Чурчулиев“, Димитровград;
- 2017 – Галерия „Аспект“, Пловдив;
- 2018 – Галерия „Форум“, Хасково;
- 2019 – Галерия ОББ – София;
- 2019 – Градска художествена галерия Свиленград;
- 2019 – Художествена галерия – Казанлък;

## Участия в общи изложби
- 1983 – Младежки център, Хасково;
- 1988 – Haus den iungen talanten – Берлин, Германия;
- 1992 – Галерия „Опус“, Несебър;
- 1992 – Art Work Shop, Исторически музей, Анталия, Турция;
- 1996 – Галерия „Шипка 6“, София, изложба на Хасковските художници;
- 1997 – Галерия „Тракия бирлик“, Одрин, Турция;
- 2000 – Изложба на Южнобългарските художници, Пловдив;
- 2000 – Галерия на Съюза на българските художници, Благоевград;
- 2000 – Симпозиум „Изкуство в действие“, Галерия „Арт 21“, Берлин, Германия;
- 2003 – Галерия „Кредо“, Хасково;
- 2005 – Народно събрание на Република България, Изложба на Дружеството на хасковските художници;
- 2005 – Керимова къща, Дружество на художниците, Кърджали;
- 2007 – Галерия „Форум“, Хасково;
- 2008 – Галерия „Аспект“, Пловдив, изложба „Извън стандарта“;
- 2008 – Галерия Клуб на дейците на културата, Смолян;
- 2008 – Биенале за съвременно изкуство „Бургас и морето“, Бургас;
- 2008 – Галерия „Емануела“, Охрид, Македония;
- 2008 – Български културен център – Варшава, Полша;
- 2009 – Галерия „Форум“, изложба „Южна пролет“, Хасково;
- 2009 – Историчеки музей – Енгера, Валенсия, Испания;
- 2009 – Арт център „Керван сарай“ – Одрин, Турция;
- 2009 – Посолство на Република България в Берн, Швейцария;
- 2009 – Галерия „Богориди“, Бургас;
- 2010 – Биенале за съвременно изкуство „Бургас и морето“, Бургас;
- 2010 – Галерия „Александър“, Бургас;
- 2011 – Галерия „Im grampen“ – Бюлах, Цюрих, Швейцария;
- 2011 – Национална изложба – Конкурс за наградите на „Алианц“, България;
- 2011 – Изложба „100 г. Дружество на южнобългарските художници“, Пловдив;
- 2012 – Галерия „Българи“, София;
- 2012 – Международен фестивал на пластичните изкуства, Велико Търново;
- 2012 – Галерия „Ларго“, Варна;
- 2014 – Биенале за съвременно изкуство „Бургас и морето“, Буртас;
- 2014 – Галерия „Дега“, София;
- 2015 – Галерия „Европа“, София;
- 2017 – Изложба „Мостове на духа“ – Манастир „Св. Наум“, Охрид, Македония;
- 2017 – Изложба 40 г. секция монументални изкуства, Съюз на българските художници, Галерия „Шипка“ 6, София;
- 2018 – Галерия „Май“ – Съюз на българските художници, Сливен;
- 2018 – Български културен център, Прага, Чехия;
- 2018 – Галерия „Недев“, Стара Загора;
- 2019 – Изложбена зала „Асен Крайшников“ – Димитровград.